# Micraeschus lutefascialis
Micraeschus lutefascialis är en fjärilsart som beskrevs av John Henry Leech 1889. Micraeschus lutefascialis ingår i släktet Micraeschus och familjen nattflyn. Inga underarter finns listade i Catalogue of Life.